# Stilyan Grozdev
Stilyan Grozdev, né le 27 juillet 1999, est un haltérophile bulgare.

## Palmarès

### Championnats d'Europe
- 2021 à Moscou
  -  Médaille d'or en moins de 61 kg
- 2018 à Bucarest
  -  Médaille d'argent en moins de 62 kg
- 2017 à Split
  - 7e en moins de 62 kg
- 2016 à Førde
  - 7e en moins de 62 kg